# George Catlin

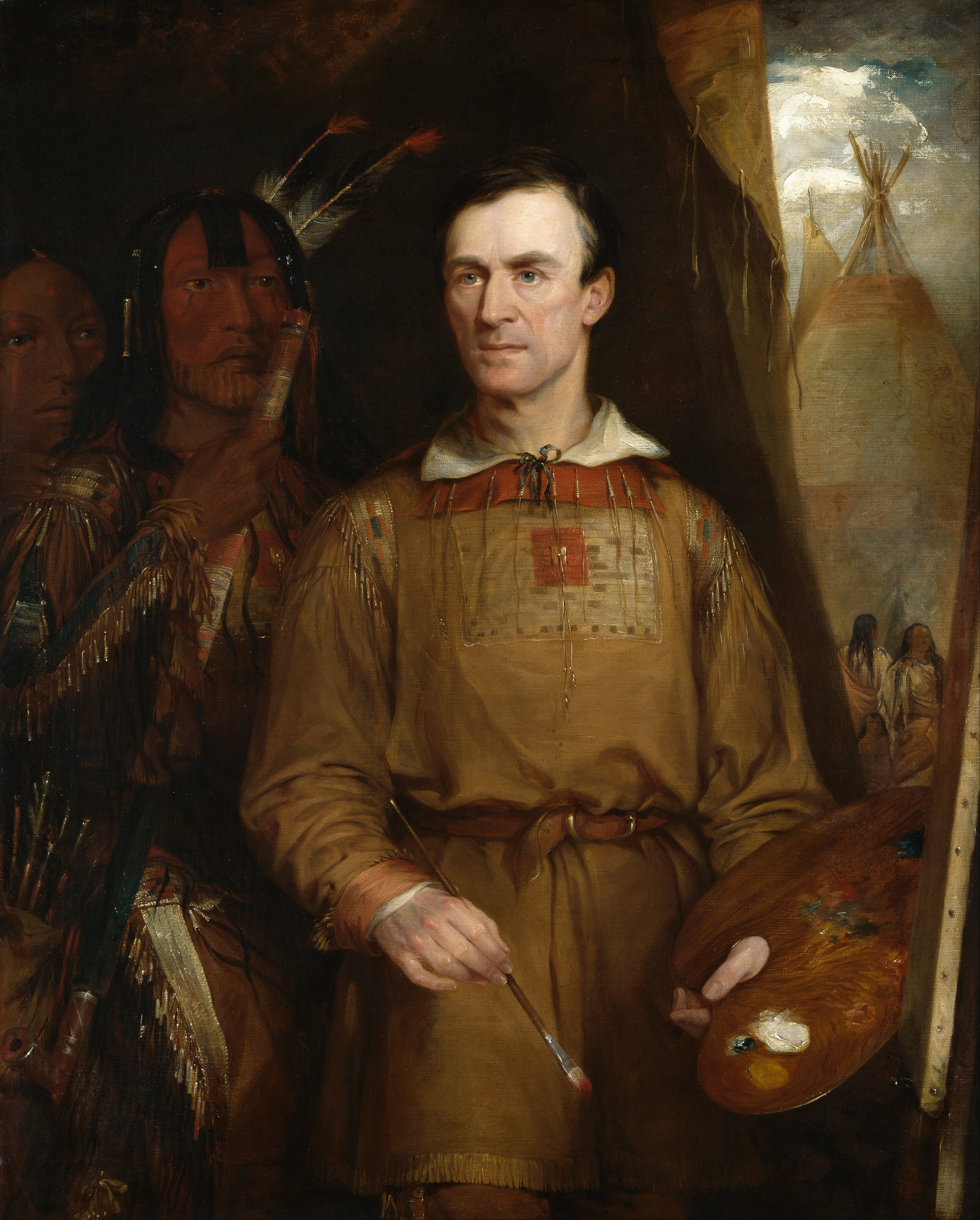
George Catlin door William Fisk, 1849

George Catlin (Wilkes-Barre, 26 juli 1796 – Jersey City, 23 december 1872) was een Amerikaans kunstschilder, schrijver en reiziger die zich specialiseerde in het maken van portretten van indianen in Noord- en Midden-Amerika. 
Na een korte carrière als jurist exposeerde hij twee omvangrijke collecties van schilderijen van Amerikaanse indianen en publiceerde hij een reeks boeken die zijn reizen beschreven naar indianenstammen van Noord-, Centraal- en Zuid-Amerika. Zijn grote passie was het beschrijven van een ‘verdwijnend ras’. Catlins schilderijen geven een uniek en vaak indrukwekkend beeld van het leven van indianenstammen, en het uiterlijk van hun opperhoofden uit een periode van de Amerikaanse geschiedenis, waarin invloeden van Europese beschaving zich nog niet of nauwelijks hadden doen gelden in de steppegebieden van Noord-Amerika. Sommigen menen echter dat Catlin een overdreven beeld gaf van zijn ervaringen, zoals dat hij de eerste blanke bezoeker was van bepaalde indianenstammen.
De meeste schilderijen van Catlin uit de jaren dertig (1830-1840) maken nu deel uit van de collectie van het Smithsonian American Art Museum. Ongeveer 700 schetsen bevinden zich in het American Museum of Natural History in New York. Catlin stelde ook zijn reisobservaties op schrift. Zijn reisverslagen zijn voorzien van vele illustraties en verschenen in zijn hoofdwerk: Letters and Notes on the Manners, Customs and Conditions of North American Indians uit 1841. Een selectie van zijn reisverslagen is in 2012 in het Nederlands vertaald door Jan Braks.

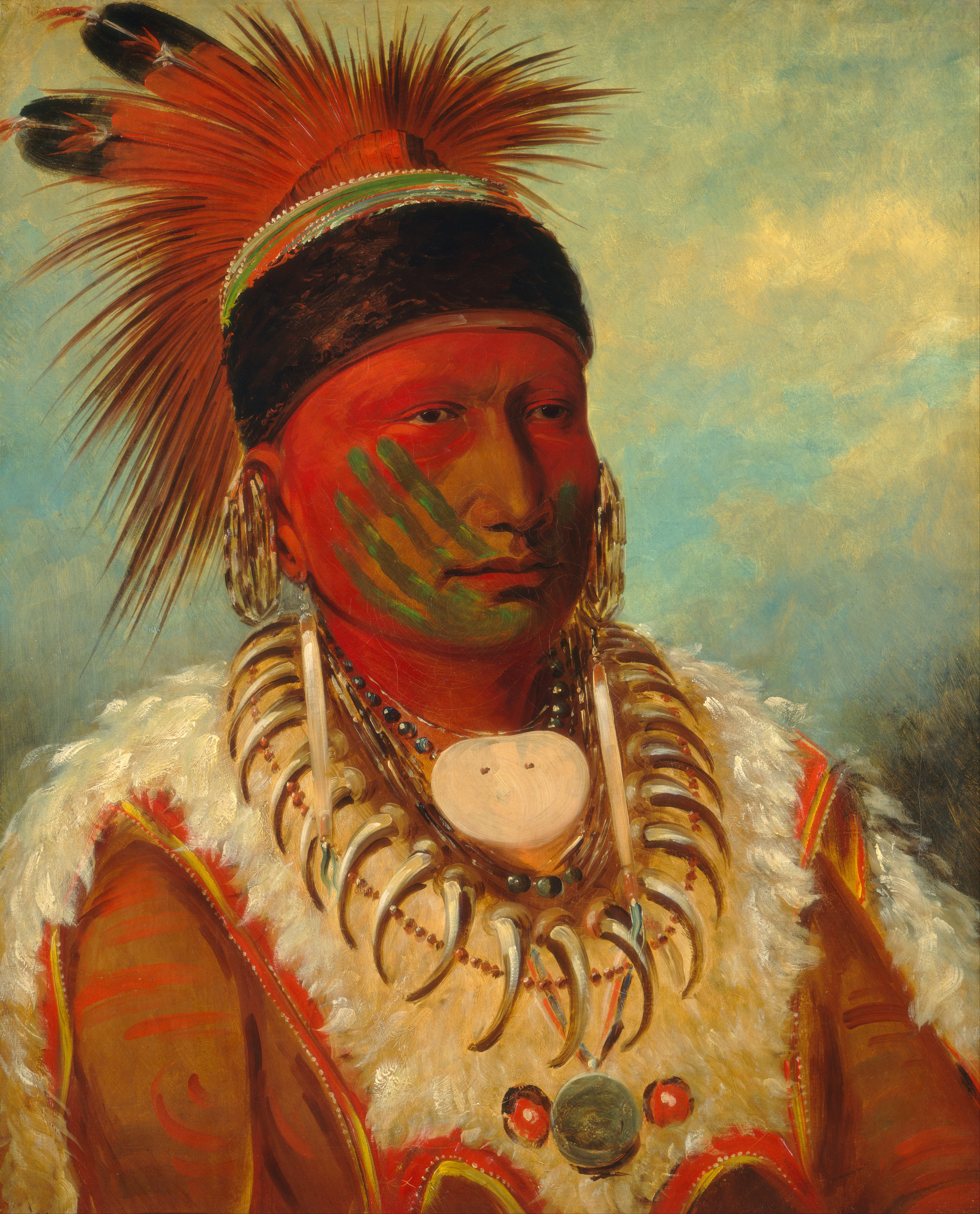
White Cloud. Opperhoofd van de Iowa stam geschilderd door Catlin

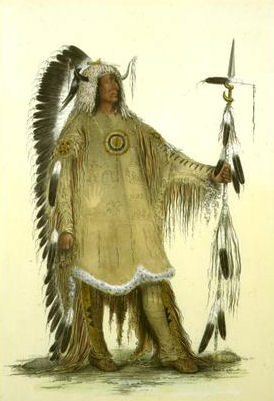
Opperhoofd Four Bears